# Río Maquía
Der Río Maquía, im Ober- und Mittellauf auch Quebrada Yamía und Río Sungaro, ist ein etwa 320 km langer rechter Nebenfluss des Río Ucayali im Osten von Peru in der Provinz Requena der Region Loreto.

## Flusslauf
Der Río Maquía entspringt als Quebrada Yamía in der Sierra del Divisor. Das Quellgebiet liegt im äußersten Süden des Distrikts Maquía auf einer Höhe von etwa 250 m. Der Fluss durchquert das Amazonastiefland in überwiegend nördlicher Richtung. Er weist dabei streckenweise ein stark mäandrierendes Verhalten mit zahlreichen engen Flussschlingen auf. Anfangs bildet er die Trennlinie zwischen der Zona Reservada Sierra del Divisor im Westen und dem Nationalpark Sierra del Divisor im Osten. Nach etwa 100 Kilometern erreicht er das Sumpfgebietareal östlich des Río Ucayali, das von dessen früheren Altarmen durchzogen ist. Dieses durchfließt er im Mittel- und Unterlauf als Rio Sungaro bzw. als Río Maquía. Der Río Maquía mündet schließlich bei der Siedlung Tres Unidos in den rechten Flussarm des Río Ucayali.

## Einzugsgebiet
Der Río Maquía entwässert ein Areal von ungefähr 2500 km². Dieses erstreckt sich über den südlichen und mittleren Teil des Distrikts Maquía und ist mit tropischem Regenwald und Sumpfgebieten bedeckt. Das Einzugsgebiet des Río Maquía grenzt im Osten an das des Río Guanache, im Südosten an das des Río Tapiche, im Süden an das des Río Cashiboya sowie im Südwesten und im Westen an das des oberstrom gelegenen Río Ucayali.